# Heinrich Hiltermann
Heinrich Hiltermann (* 14. Juni 1911 in Osnabrück; † 28. Dezember 1998 in Bad Laer) war ein deutscher Paläontologe.
Hiltermann war der Sohn eines Lehrers und früh naturwissenschaftlich interessiert, beispielsweise begleitete er als Jugendlicher den Geologen Wilhelm Haack (1882–1947) im Gelände und sammelte Fossilien. 1931 machte er am Gymnasium Carolinum sein Abitur und begann ein Studium naturwissenschaftlicher Fächer mit dem Ziel, Lehrer zu werden. Nach der Lehrerprüfung 1934 in Münster studierte er Geologie und Paläontologie an der Universität Kiel und wurde 1937 über eine Ammoniten-Gruppe promoviert (Stratigraphie und Paläontologie der Sonninienschichten von Osnabrück und Bielefeld). Danach war er zunächst Hydrogeologe bei den Atlas-Werken in Bremen und ab 1938 bei der Preußischen Geologischen Landesanstalt (PGLA) in Berlin. Im Zweiten Weltkrieg war er als Erdölgeologe tätig (unter anderem im Karpatenvorland) und begann sich deshalb mit Mikropaläontologie zu befassen. Nach dem Zweiten Weltkrieg war er Leiter der mikropaläontologischen Abteilung an der späteren Bundesanstalt für Bodenforschung in Hannover (dem Nachfolger der PGLA), ab 1967 als Leiter der Paläontologie. 1958 habilitierte er sich an der Universität Göttingen (Bedeutung der Mikropaläontologie für die gesamte Biologie), war dann Privatdozent in Göttingen und ab 1964 außerordentlicher Professor für Mikropaläontologie. Aufgrund einer Erkrankung an Multipler Sklerose ging er 1972 in den Ruhestand und lebte in Bad Laer.
Er war seit 1938 verheiratet und hatte zwei Kinder.
In Bad Laer richtete er das Heimatmuseum ein und wurde 1987 Ehrenbürger. Er war auch Ehrenmitglied des Kreisheimatbundes Osnabrücker Land. 1968 wurde er Träger des Verdienstkreuzes 1. Klasse des Niedersächsischen Verdienstordens und 1972 erhielt er das Bundesverdienstkreuz am Bande. 1974 wurde er Ehrenmitglied des Naturwissenschaftlichen Vereins Osnabrück und 1990 der Paläontologischen Gesellschaft. 1959 bis 1972 war er Vorsitzender der Naturhistorischen Gesellschaft Hannover und danach deren Ehrenmitglied. 1986 erhielt er den Joseph A. Cushman Award in Foraminiferen-Forschung. 1945 war er erster Korrespondent des American Museum of Natural History in Westdeutschland.
Er veröffentlichte über 200 wissenschaftliche Arbeiten und mehrere Taxa sind nach ihm benannt, darunter die Foraminiferen-Gattung Hiltermanella (1970).

## Schriften
- Aus der Geschichte der Osnabrücker Geologie,  sowie Abschnitt Tertiär in Horst Klassen (Herausgeber) Geologie des Osnabrücker Berglandes, Naturwissenschaftliches Museum Osnabrück 1984
- Herausgeber mit E. Gersdorf: Berichte Naturhist. Gesellschaft Hannover, Band 111, 1967 und Beihefte 6, 1968 (zur Fundstelle der Tongrube Willershausen)